# Минамата (болест)
Болестта минамата (на японски: 水俣病, Минамата-бьо) е неврологично заболяване, причинено от тежко живачно отравяне. Признаците и симптомите включват атаксия, изтръпване на ръцете и краката, обща мускулна слабост, загуба на периферно зрение и увреждане на слуха и говора. В екстремни случаи следват лудост, парализа, кома и смърт в рамките на седмици след появата на симптомите. Вродената форма на заболяването засяга плода, причинявайки микроцефалия, обширни мозъчни увреждания и симптоми, подобни на тези, наблюдавани при детска церебрална парализа.
Болестта минамата е открита за първи път в град Минамата, префектура Кумамото, Япония, през 1956 г. Тя е причинена от изпускането на метилживак в промишлени отпадъчни води от химическа фабрика, собственост на Chisso Corporation, което продължава от 1932 до 1968 г. Предполага се също така, че част от живачен сулфат в отпадъчните води също е бил метаболизиран до метилживак от бактериите в наносите. Този силно токсичен химикал се акумулира и увеличава в ракообразни и риба в заливите Минамата и Яцуширу. Например в рибите в залива Минамата съдържанието на метилживак варира от 8 до 36 mg/kg, в стридите – до 85 mg/kg, докато във водата то е не повече от 0,68 mg/литър. Тези животни, консумирани от местното население, водят до отравяне с живак. Отравянията и произтичащите от тях смъртни случаи на хора и животни продължават в продължение на 36 години, докато Chisso и правителството на префектура Кумамото не правят почти нищо, за да предотвратят епидемията. Последиците за животните са най-тежки при котките.
Към март 2001 г. 2265 жертви са официално признати за болни от болестта минамата, а над 10 000 души са получили финансова компенсация от Chisso. До 2004 г. Chisso изплаща обезщетение в размер на 86 млн. щ.д. и през същата година получава нареждане да почисти замърсяването. На 29 март 2010 г. е постигнато споразумение за обезщетяване на все още непризнатите официално жертви.
Второ огнище на болестта минамата се появява в префектура Ниигата през 1965 г. Първоначалната болест минамата и болестта минамата от Ниигата се смятат за две от четирите големи болести на Япония, причинени от замърсяване.